# Karpówka (osada leśna w województwie mazowieckim)
Karpówka – osada leśna w Polsce położona w województwie mazowieckim, w powiecie radomskim, w gminie Pionki.
W latach 1945–1975 miejscowość administracyjnie należała do województwa kieleckiego, a następnie W latach 1975–1998 do województwa radomskiego.